# Hans-Günter Petzold
Hans-Günter Petzold (* 28. September 1931 in Zwickau; † 19. November 1982 in Berlin) war stellvertretender Direktor und Kurator für niedere Wirbeltiere im Tierpark Berlin und langjähriger Abgeordneter der Volkskammer der DDR. 

## Leben
Hans-Günter Petzold war das einzige Kind des Härtensdorfer Kantors und wuchs in einem musikalisch geprägten Elternhaus auf. Nichtsdestoweniger wurden auch die naturkundlichen Neigungen des Sohnes frühzeitig gefördert. So besaß Petzold schon im Vorschulalter eine Schildkröte und bekam mit sieben Jahren sein erstes Aquarium mit Lebendgebärenden Zahnkarpfen und Labyrinthfischen. Mit etwa neun Jahren begann er sich für Reptilien zu begeistern und pflegte selbst Waldeidechsen. Das Abitur legte Petzold an der Käthe-Kollwitz-Oberschule in Zwickau ab.
Im Alter von 18 Jahren wurde Hans-Günter Petzold 1949 Mitglied der CDU. Von 1950 bis 1955 studierte er Biologie an der Karl-Marx-Universität Leipzig mit einem vorübergehenden Wechsel 1954 an die Ernst-Moritz-Arndt-Universität Greifswald. Während dieser Zeit nutzte er ein Betriebspraktikum als Leichtmatrose zu einer Fischfangreise auf der Route Island-Grönland und arbeitete an der Biologischen Forschungsanstalt Hiddensee. In seiner Diplomarbeit beschäftigte er sich mit "Systematisch-ökologischen Beiträgen zur Fauna des Küstengrundwassers". Noch vor der Diplomprüfung begann am 1. April 1955 seine Tätigkeit als wissenschaftlicher Assistent unter Heinrich Dathe für den damals noch nicht eröffneten Tierpark Berlin. 1956 wurde er zum wissenschaftlichen Oberassistent und 1960 zum Direktionsassistent befördert. Seine Promotion zum Dr. rer. nat. erlangte Petzold 1960 mit dem ornithologisch-verhaltenswissenschaftlichen Thema "Beiträge zur vergleichenden Ethologie der Schwäne". 1965 folgte schließlich die Berufung zum Stellvertreter des Direktors des Tierparks Berlin. Seine Habilitationsschrift "Aufgaben und Probleme der Tiergärtnerei bei der Erforschung der Lebensäußerungen der Niederen Amnioten (Reptilien)" stellte er wenige Tage vor seinem Tode fertig.

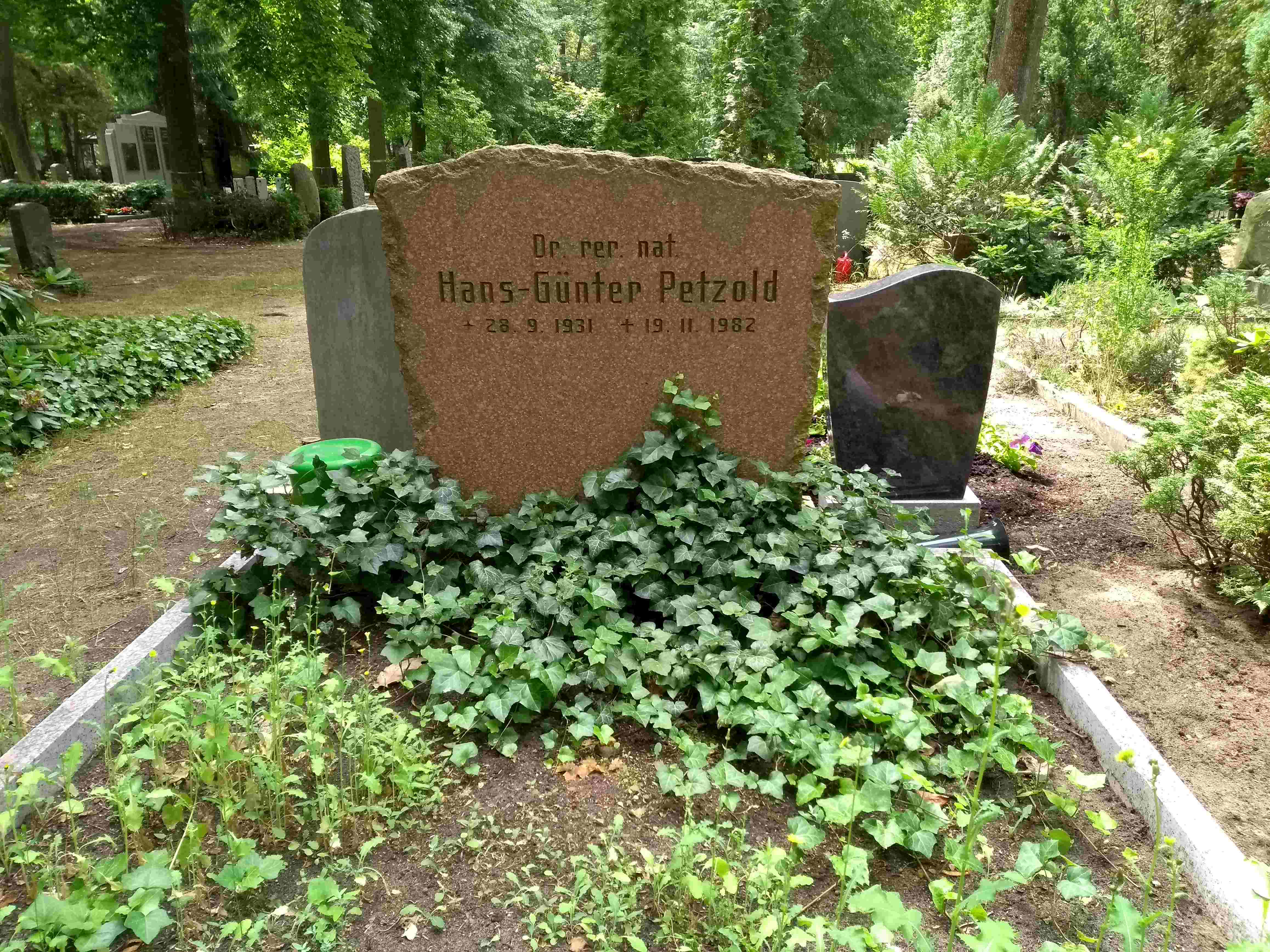
Grab auf dem Friedhof Berlin-Karlshorst

Hans-Günter Petzold verfasste über 150 wissenschaftliche und populärwissenschaftliche Beiträge. Er bereiste als Tiergärtner und Herpetologe zahlreiche europäische Länder sowie asiatische Teile der Sowjetunion, Algerien, Vietnam und Kuba. Von 1963 bis 1981 war er als Mitglied der CDU-Fraktion Abgeordneter der Volkskammer, deren Kulturausschuss er angehörte.  Darüber hinaus engagierte er sich im Berliner Bezirksvorstand der CDU, im Kreisvorstand der DSF, in der Urania sowie im Zentralen Fachausschuss Aquarien Terrarien und als Vorsitzender der Zentralen Kommission Vivaristik im Kulturbund der DDR.
Hans-Günter Petzold verstarb 1982 nach langer schwerer Krankheit im Alter von 51 Jahren. Er wurde auf dem evangelischen Friedhof Berlin-Karlshorst bestattet.

## Auszeichnungen
- 1963, 1965: Verdienstmedaille der DDR[7]
- 1974: Vaterländischer Verdienstorden in Silber[8]
- 1981: Stern der Völkerfreundschaft in Silber[9]

## Werke (Auswahl)
- Beiträge zur vergleichenden Ethologie der Schwäne (Anseres, Anserini). Dissertation. Mathematisch-naturwissenschaftliche Fakultät, Universität Leipzig, 1959.
- Vergleichend-ethologische Beobachtungen an Schwänen, In: Beiträge zur Vogelkunde. Band 10, 1961, S. 1–126. (Leicht veränderte und im Bildteil stark gekürzte Fassung der Dissertation.)
- Der Guppy, Ziemsen, Lutherstadt Wittenberg 1967
- Blindschleiche und Scheltopusik , Ziemsen, Lutherstadt Wittenberg 1971
- Rätsel um Delphine, Ziemsen, Lutherstadt Wittenberg 1972
- Die Anakondas. Gattung Eunectes, Ziemsen, Lutherstadt Wittenberg 1982
- Aufgaben und Probleme der Tiergärtnerei bei der Erforschung der Lebensäußerungen der Niederen Amnioten (Reptilien). In: Milu. Wissenschaftliche und Kulturelle Mitteilungen aus dem Tierpark Berlin. Band 5, Nummer 4/5, 1982, ISSN 0076-8839, S. 485–786.